# Alex Hall
Alexander Hall (* 21. září 1998 Fairbanks) je americký akrobatický lyžař.
Na olympijských hrách v Pekingu roku 2022 vyhrál závod ve slopestylu. Jeho nejlepším výsledkem na mistrovství světa bylo třetí místo v roce 2021. Má rovněž pět zlatých medailí z X Games. Ve světovém poháru startuje od roku 2015, v sezóně 2019/20 skončil celkově druhý v big airu. Vyhrál ve světovém poháru pět závodů, osmkrát stál na stupních vítězů (k únoru 2022).